# Flavius Honorius

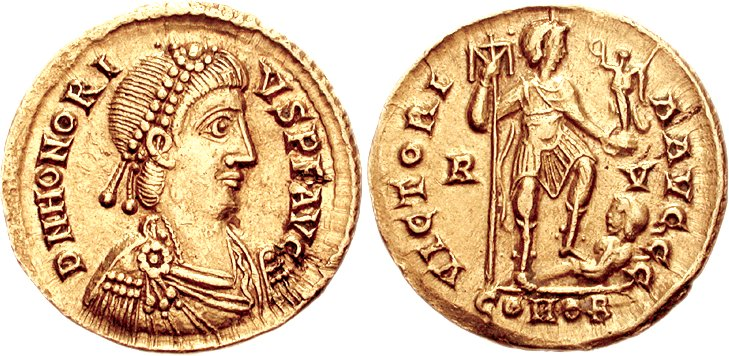
Solidus aus dem Jahr 402 n. Chr. mit dem Profil des Honorius

Flavius Honorius (* 9. September 384 in Konstantinopel; † 15. August 423 in Ravenna) war weströmischer Kaiser von 395 bis 423. Honorius wurde nach dem Tod seines Vaters Theodosius I. im Alter von 10 Jahren Kaiser des Westteils des Römischen Reiches. Zunächst fungierte der Heermeister Stilicho als sein Vormund. Auch nach dessen Sturz 408 konnte sich Honorius jedoch kaum gegen seine Höflinge und Militärs durchsetzen, unter denen schließlich Constantius III. der wichtigste wurde. In der Regierungszeit des Honorius erodierte die kaiserliche Macht im Westreich, das von Germaneneinfällen im Rahmen der Völkerwanderung sowie von Usurpationen erschüttert wurde. 

## Leben

### Regentschaft Stilichos

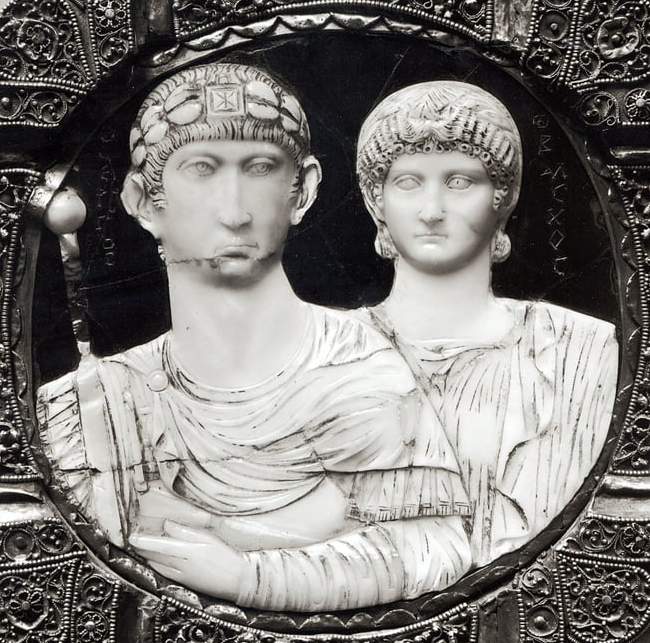
Kamee des Honorius mit seiner Frau Maria

Honorius war ein Sohn des Kaisers Theodosius I. und dessen ersten Frau Aelia Flacilla. Sein älterer Bruder war der oströmische Kaiser Arcadius, seine jüngere Halbschwester Galla Placidia. Honorius war zweimal verheiratet, blieb aber ohne Erben. Zuerst heiratete er im Jahre 398 Maria, die Tochter seiner Cousine Serena und des magister militum (Heermeister) Stilicho. Nach deren Tod heiratete er ihre jüngere Schwester Thermantia. Thermantia wurde nach dem Sturz ihres Vaters verstoßen und starb 415.
Noch zu Lebzeiten seines Vaters war Honorius am 23. Januar 393 in Reaktion auf die Usurpation des Eugenius in Konstantinopel zum Mitkaiser (Augustus) erhoben worden. Nach der siegreichen Schlacht am Frigidus am 5./6. September 394 berief ihn Theodosius zu sich an den Hof nach Mailand, und nach dem überraschenden Tod seines Vaters im Januar 395 wurde der Zehnjährige als iunior Augustus Kaiser der westlichen Reichshälfte, während der senior Augustus Arcadius weiter am Bosporus residierte (im Nachhinein als „Reichsteilung von 395“ bezeichnet). Formal teilten sich die beiden Brüder die Herrschaft im ungeteilten Reich; sie erließen gemeinsame Gesetze. Zugleich aber war das Verhältnis zwischen den beiden Kaiserhöfen von einer permanenten Rivalität gekennzeichnet, die wiederholt beinahe zum Bürgerkrieg geführt hätte.
Honorius’ 28-jährige Regierungszeit war eine der ereignisreichsten der römischen Geschichte. Als die kaiserliche Regierung den westgotischen foederati unter Alarich 395 Soldzahlungen und Versorgung verweigerte, plünderten sie jahrelang mehrere oströmische Provinzen, wobei sie auch in Griechenland einfielen. Dabei profitierten sie von den Rivalitäten zwischen den beiden Kaiserhöfen: Honorius forderte um diese Zeit, dass das Illyricum und Griechenland seinem Reichsteil zugeschlagen werden sollten; daher verstand der östliche Hof den Einsatz westlicher Armeen in Griechenland als Affront und suchte die Annäherung an die Goten. Nachdem es zu mehreren Schlachten zwischen Alarich und dem einflussreichen Heermeister Stilicho (s. u.) gekommen war und Ostrom sich mit Alarich verständigt hatte, konzentrierten die Goten 401 ihre Feldzüge auf Italien.
Da außerdem zu diesem Zeitpunkt der militärische Druck gegen die Römer in Gallien und Britannien zunahm, überdehnten sich die weströmischen Ressourcen. Um 400 verlegte man die gallische Präfektur (eine der beiden obersten Verwaltungsbehörden des Westreichs) von Trier nach Arles. Während Alarich Oberitalien plünderte, zog der Hof mit Honorius Ende 402 von Mailand in die Festung Ravenna um. 402 gelang es Stilicho, Alarich zurückzuschlagen, doch bereits 405 fiel eine große Gruppe Goten aus Gallien unter Radagaisus in Italien ein, wurde aber von Stilicho mit Hilfe hunnischer foederati unter Uldin zurückgeschlagen. Als Ende 406 zeitweilig die Rheingrenze zusammenbrach (Rheinübergang von 406), strömten mehrere Gruppen Barbaren ins Reich und plünderten die Provinzen Galliens und Hispaniens, die dem Reich dadurch und durch Usurpationen lokaler Herrscher teilweise verloren gingen. Britannien wurde vollständig aufgegeben. 407 war in Britannien Konstantin III. zum Gegenkaiser erhoben worden, der kurz darauf nach Gallien übersetzte. 411 wurde er besiegt und hingerichtet; doch die Römer in Britannien erkannten Honorius nun wohl nicht mehr als Kaiser an. Die Usurpationen des Jovinus in Gallien und des Maximus in Hispanien waren ebenfalls nur von kurzer Dauer. Stilichos Pläne, zusammen mit Alarich Ostrom anzugreifen, wurden jedoch durch den neuen militärischen Brennpunkt in Gallien vereitelt (siehe Völkerwanderung).

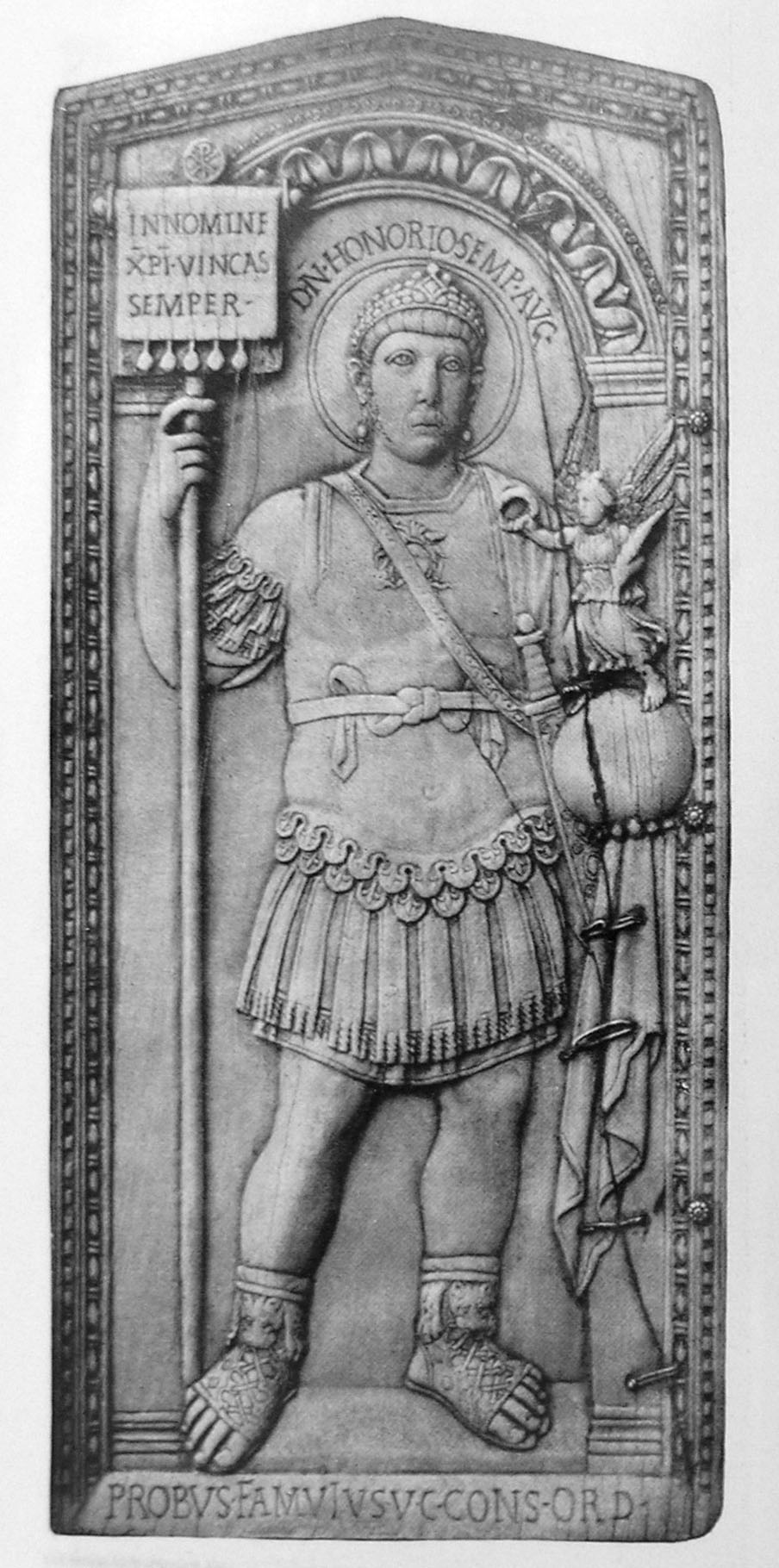
Honorius als Feldherr; Elfenbeindiptychon von 406 n. Chr.

Großen Einfluss übte in den ersten Regierungsjahren des Honorius, wie bereits gesagt, der Heermeister Flavius Stilicho aus, der halb-vandalischer Abstammung war. Ihm gelang es, seine Machtstellung im Heer und am Kaiserhof auszubauen, später auch in Kirche und Senat. 405 bekleidete er das Consulat. Seine umfangreiche hunnische Leibwache stellte zudem einen militärischen Machtfaktor dar. Der Fall Stilichos begann mit dem Scheitern der Feldzugspläne gegen Ostrom 407. Alarich verlangte Schadensersatz für die Kosten, die er zur Vorbereitung dieses Feldzugs gehabt hatte. Als Stilicho zahlte, verlor er in Rom massiv an Ansehen, zugleich fürchtete Honorius ihn. Stilichos Machtstellung beruhte insbesondere auf dem Anspruch, von Theodosius I. zum Vormund beider Kaiser ernannt worden zu sein; dies ermöglichte es dem Kaiserhof in Ravenna, den Vorrang im Gesamtreich zu beanspruchen, obwohl der dienstältere Kaiser Arcadius ja im Osten residierte. Diese Konstellation hatte seit 395 immer wieder zu Konflikten zwischen den beiden Reichshälften geführt. Als aber Arcadius im Sommer 408 starb, wurde Stilicho am westlichen Hof nicht mehr gebraucht, und man begann, gegen ihn zu intrigieren. Als er 408 einen Feldzug in Gallien anführen wollte, meuterten die Truppen, und Stilicho wurde auf Befehl des Honorius erschlagen. Seine oft germanischen Anhänger in Rom wurden verbannt oder getötet. Anders als früher betrachtet man Stilicho dabei heute trotz seiner „barbarischen“ Wurzeln oft als Römer und als loyalen Diener des Imperiums, der einer Intrige erlag – zugleich kann allerdings nicht bestritten werden, dass der Heermeister zum eigentlichen Machthaber aufgestiegen war und so die Position des Honorius bedroht hatte. Wie aktiv der Kaiser selbst in den Sturz Stilichos verwickelt war, ist schwer zu sagen.

### Nach Stilicho
Honorius hätte nun selbst die Regierung übernehmen müssen, um die Lücke zu schließen, die Stilicho hinterlassen hatte. Doch in dieser entscheidenden Phase versagte er. Am Hof des Kaisers entbrannten Machtkämpfe um die Nachfolge Stilichos. Nach dessen Sturz und Ermordung im Jahr 408 gelangte zunächst der magister officiorum Olympius, der Stilichos Sturz selbst mit herbeigeführt hatte, in eine einflussreiche, den Kaiser dominierende Stellung. Dieser wurde jedoch seinerseits bereits 409 von den kaiserlichen Kämmerern (cubicularii) gestürzt. Der Oberkämmerer Terentius, der Olympius mit gestürzt hatte, musste aber seinerseits weichen, als eine Revolte der Soldaten in der kaiserlichen Residenz Ravenna ausbrach. Diese Revolte war laut dem Historiker Zosimos von dem Prätorianerpräfekten Iovius und dem Kommandeur der Leibgarde (comes domesticorum) Allobichus instigiert worden. Auf Druck der Soldaten wurden die Heermeister Turpilio und Vigilantius ermordet und der Oberkämmerer Terentius in den Osten geschickt. An seiner Stelle wurde Eusebius Oberkämmerer (praepositus sacri cubiculi); Allobichus übernahm die Position des Vigilantius als Heermeister der Kavallerie (magister equitum). Wenig später ließ Allobichus den Oberkämmerer Eusebius in einer Machtdemonstration gegenüber dem Kaiser vor dessen Augen hinrichten. Als er 410 jedoch gemeinsame Sache mit dem Usurpator Konstantin III. machte und Honorius vermutlich durch diesen ersetzen wollte, wurde er als Hochverräter hingerichtet.
Die Schwäche des Kaisers und die Plünderungszüge der Westgoten und Vandalen förderten den raschen Zerfall des Westreiches. 408 lehnte Honorius ein Friedensangebot Alarichs ab. Dieser belagerte daraufhin Rom, zog aber nach umfangreichen Tributzahlungen wieder ab. Ende 409 begann eine erneute westgotische Belagerung Roms, während der Senat auf Drängen Alarichs Priscus Attalus zum Gegenkaiser ernannte. Dieser machte Alarich zum Heermeister, woraufhin der Gote die Provinz Africa für sich verlangte, deren Befehlshaber Heraclianus sich aber gegen ihn stellte, so dass eine Invasion erforderlich gewesen wäre. Als weitere Verhandlungen gescheitert waren, plünderten Alarichs Truppen 410 Rom. Die dreitägige Plünderung erregte großes Aufsehen in der gesamten bekannten Welt und wurde als deutliches Zeichen für den Niedergang des Reiches interpretiert, wobei die Heiden als Grund für die Katastrophe den Abfall vom alten Götterglauben anführten. Die christliche Gegenreaktion führte zur Entstehung des Werkes De civitate Dei, verfasst von Augustinus von Hippo. Dass Honorius diese Katastrophe nicht verhindert hatte, beschädigte sein Ansehen irreparabel.
Trotz der Plünderung der Stadt Rom verweigerte Honorius weiterhin Verhandlungen mit Alarich. Daraufhin zog dieser nach Süditalien weiter, wobei er Galla Placidia, die Halbschwester des Honorius, mit sich führte. Die beabsichtigte Überfahrt nach Nordafrika scheiterte aber am schlechten Wetter und logistischen Problemen. Auf dem Rückweg nach Norditalien starb Alarich schließlich. Unter Alarichs Nachfolger Athaulf zogen die Westgoten von Norditalien nach Südfrankreich und versuchten, innerhalb des Weströmischen Reiches einen rechtlich gesicherten Status zu gewinnen, was jedoch scheiterte. Nachdem Athaulf, der zuvor Placidia geheiratet hatte, 415 gestorben war, wurden sie 418 als foederati in Gallien angesiedelt und kämpften nun längere Zeit auf Seiten des Kaisers.
Nach Stilichos Tod zog Honorius einen Feldherrn aus römischer Familie als Oberbefehlshaber heran: Flavius Constantius, einen früheren Gefolgsmann Stilichos, der ab 411 sehr erfolgreich gegen Usurpatoren wie Konstantin (III.) und Jovinus Feldzüge führte und überdies die Westgoten und andere Gruppen besiegen und als foederati ansiedeln konnte. Der Preis für diese Erfolge war, dass Constantius nun zum eigentlichen Machthaber aufstieg. Der zunehmend dominante Mann schaltete 413 Heraclianus aus, heiratete 417 gegen ihren Willen Galla Placidia, wurde dreimal Konsul und schließlich im Februar 421 als Constantius III. sogar Mitkaiser des Honorius. Da dessen Neffe, der Ostkaiser Theodosius II., die Erhebung eines Dynastiefremden nicht anerkennen wollte, rüstete Westrom zum Bürgerkrieg gegen Konstantinopel. Doch zu einem Bruderkrieg kam es nicht, denn Constantius III. starb noch im selben Jahr. Daraufhin kam es zu Wirren in Ravenna, in deren Verlauf Galla Placidia mit ihrem kleinen Sohn Valentinian und ihrer Tochter Honoria nach Konstantinopel floh.
Im Inneren war die Regierungszeit des Honorius von einer ganzen Reihe von Revolten gekennzeichnet, so z. B. in Gallien, Britannien und Africa. Die weströmische Armee löste sich immer mehr auf bzw. wurde durch den verstärkten Rückgriff auf Germanen als foederati „barbarisiert“. Die Steuereinnahmen gingen ebenso zurück wie die Wirtschaftskraft des weströmischen Reiches. Kulturell von Bedeutung war das Wirken Claudians, des bedeutendsten spätrömischen Dichters, am Hof des Honorius.
Honorius, der insgesamt betrachtet als eher schwacher und unfähiger Kaiser gilt, starb am 15. August 423 in Ravenna. Da es ihm nie gelungen war, selbst die Regierung zu übernehmen, war er entscheidend mitverantwortlich für die Machtkämpfe und Bürgerkriege, die Westrom während seiner Herrschaftszeit erschütterten. Sein Nachfolger wurde – nach einem Zwischenspiel des Usurpators Johannes – sein Neffe Valentinian III., Sohn von Galla Placidia und Constantius III. Theodosius II. setzte Valentinian im Oktober 424 als Caesar ein und schickte ihn mit einer Armee nach Italien, wo er ein Jahr später den Thron bestieg.

## Rezeption

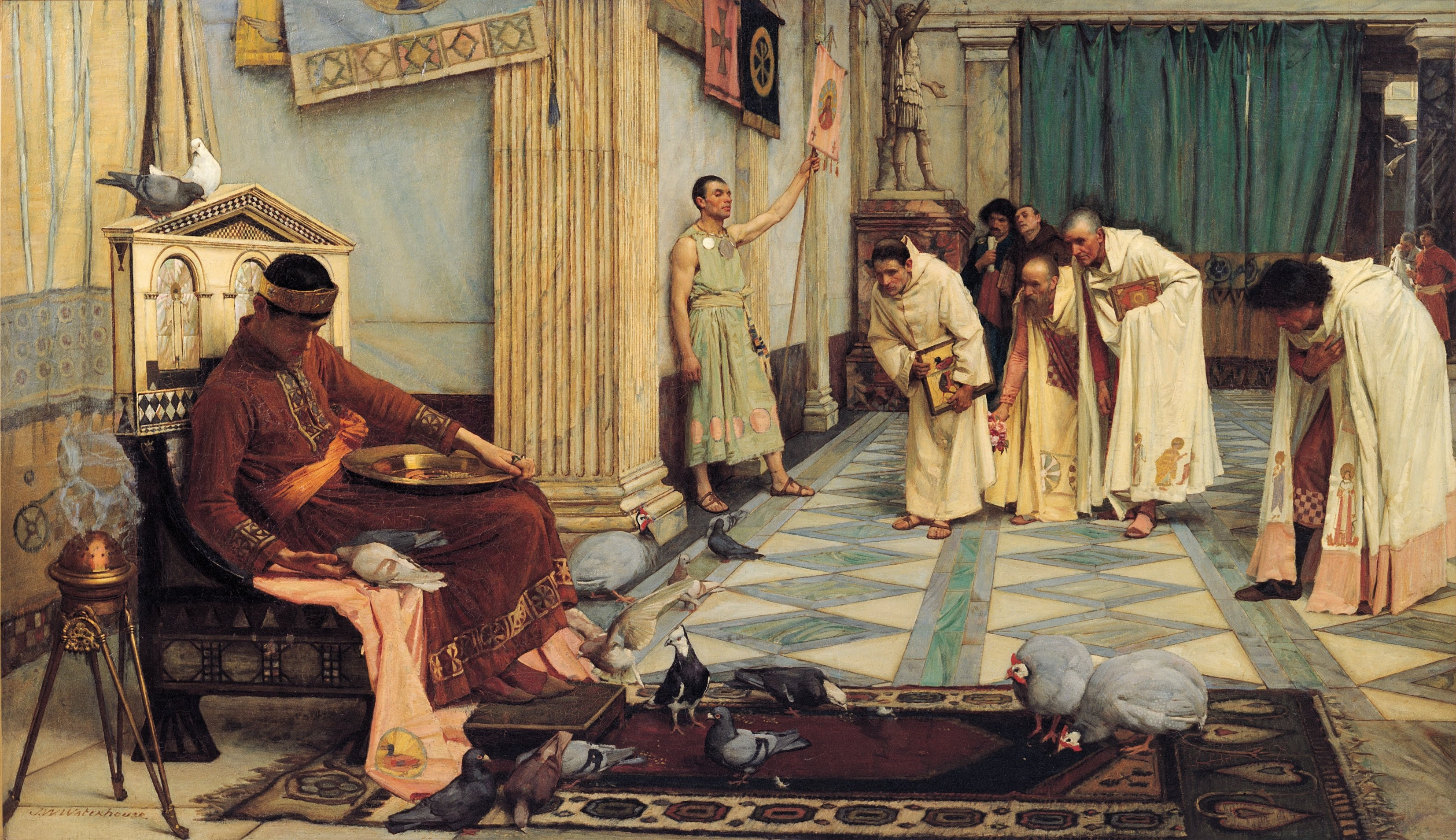
John William Waterhouse, The Favorites of the Emperor Honorius (1883)

Honorius ist der Nachwelt besonders bekannt aufgrund einer berühmten, bei Prokopios von Caesarea überlieferten Anekdote, der zufolge der Kaiser sich eher für die Zucht seiner Hühner und das Wohlbefinden seines Lieblingshuhns Roma interessiert habe als für die Meldung vom Fall Roms. Hieraus entstand dann die Legende vom hühnerzüchtenden Kaiser, die in einem bekannten Bild von John William Waterhouse verewigt wurde und auch ein Hauptmotiv der Komödie Romulus der Große von Friedrich Dürrenmatt wurde (dort wird sie allerdings auf Romulus Augustulus übertragen).